# Anitrella
Anitrella is een plaats (frazione) in de Italiaanse gemeente Monte San Giovanni Campano.